# Tsjechië op de Olympische Zomerspelen 2012
Tsjechië nam deel aan de Olympische Zomerspelen 2012 in Londen, Verenigd Koninkrijk.

## Medailleoverzicht
| Sport            | Olympiër                                          | Onderdeel               | Medaille |
| ---------------- | ------------------------------------------------- | ----------------------- | -------- |
| Atletiek         | Barbora Špotáková                                 | speerwerpen (v)         | Goud     |
| Moderne vijfkamp | David Svoboda                                     | mannen                  | Goud     |
| Roeien           | Miroslava Knapková                                | skiff (v)               | Goud     |
| Wielersport      | Jaroslav Kulhavý                                  | mountainbike (m)        | Goud     |
| Kanovaren        | Vavřinec Hradílek                                 | K1 slalom (m)           | Zilver   |
| Roeien           | Ondřej Synek                                      | skiff (m)               | Zilver   |
| Tennis           | Andrea Hlaváčková Lucie Hradecká                  | dubbelspel (v)          | Zilver   |
| Atletiek         | Zuzana Hejnová                                    | 400 meter horden (v)    | Brons    |
| Kanovaren        | Josef Dostál Daniel Havel Jan Štěrba Lukáš Trefil | K4 1000m (m)            | Brons    |
| Schietsport      | Adéla Sýkorová                                    | 50m kkg 3-houdingen (v) | Brons    |

## Deelnemers en resultaten
(m) = mannen, (v) = vrouwen

### Atletiek

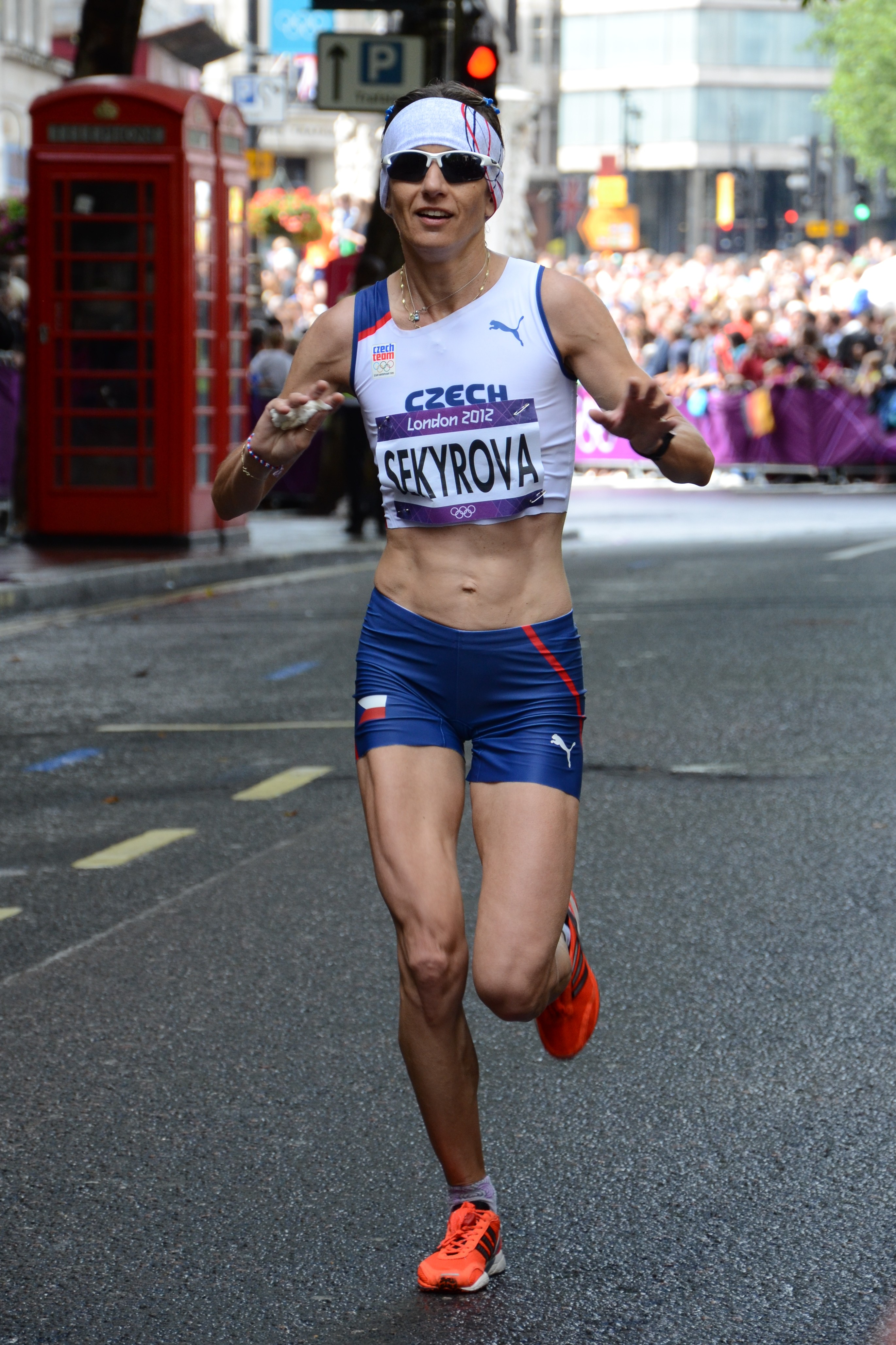
Ivana Sekyrová in de olympische marathon

| Olympiër                                                                                     | Onderdeel                | Resultaat | Prestatie |
| -------------------------------------------------------------------------------------------- | ------------------------ | --------- | --------- |
| Pavel Maslák                                                                                 | 200m (m)                 |           |           |
| Pavel Maslák                                                                                 | 400m (m)                 |           |           |
| Jakub Holuša                                                                                 | 800m (m)                 |           |           |
| Josef Prorok                                                                                 | 400m horden (m)          |           |           |
| Roman Novotný                                                                                | verspringen (m)          |           |           |
| Štěpán Wagner                                                                                | verspringen (m)          |           |           |
| Jaroslav Bába                                                                                | hoogspringen (m)         |           |           |
| Jan Kudlička                                                                                 | polsstokhoogspringen (m) |           |           |
| Antonín Žalský                                                                               | kogelstoten (m)          |           |           |
| Petr Frydrych                                                                                | speerwerpen (m)          |           |           |
| Jakub Vadlejch                                                                               | speerwerpen (m)          |           |           |
| Vítězslav Veselý                                                                             | speerwerpen (m)          |           |           |
| Lukáš Melich                                                                                 | kogelslingeren (m)       |           |           |
| Roman Šebrle                                                                                 | tienkamp (m)             |           |           |
| Jan Kreisinger                                                                               | marathon (m)             |           |           |
|                                                                                              |                          |           |           |
| Kateřina Čechová                                                                             | 100m (v)                 |           |           |
| Lenka Masná                                                                                  | 800m (v)                 |           |           |
| Tereza Čapková                                                                               | 1500m (v)                |           |           |
| Zuzana Hejnová                                                                               | 400m horden (v)          | Brons     | 53,38     |
| Denisa Rosolová                                                                              | 400m horden (v)          |           |           |
| Jitka Bartoničková Zuzana Bergrová Tereza Čapková Zuzana Hejnová Lenka Masná Denisa Rosolová | 4x400m (v)               |           |           |
| Oldřiška Marešová                                                                            | hoogspringen (v)         |           |           |
| Lucie Škrobáková                                                                             | polsstokhoogspringen (v) |           |           |
| Věra Cechlová                                                                                | discuswerpen (v)         |           |           |
| Lucie Škrobáková                                                                             | speerwerpen (v)          |           |           |
| Barbora Špotáková                                                                            | speerwerpen (v)          | Goud      | 69,55 m   |
| Kateřina Šafránková                                                                          | kogelslingeren (v)       |           |           |
| Eliška Klučinová                                                                             | zevenkamp (v)            |           |           |
| Ivana Sekyrová                                                                               | marathon (v)             |           |           |
| Lucie Škrobáková                                                                             | 20km snelwandelen (v)    |           |           |

### Badminton
| Olympiër          | Onderdeel     | Resultaat | Prestatie |
| ----------------- | ------------- | --------- | --------- |
| Petr Koukal       | enkelspel (m) |           |           |
|                   |               |           |           |
| Kristína Gavnholt | enkelspel (v) |           |           |

### Basketbal
| Olympiër | Onderdeel | Resultaat   | Prestatie |
| --- | --------- | ----------- | --- |
| Lenka Bartáková Kateřina Bartoňová Ilona Burgrová Kateřina Elhotová Alena Hanušová Hana Horáková Jana Veselá Petra Kulichová Tereza Pecková Eva Vítečková Katerina Zohnová Michaela Zrůstová | vrouwen   | kwartfinale | groepsfase: Tsjechië 57-66 China Tsjechië 57-61 Turkije Tsjechië 89-70 Kroatië Tsjechië 61-88 Verenigde Staten Tsjechië 82-47 Angola kwartfinale Tsjechië 68-71 Frankrijk |

### Boksen
| Olympiër       | Onderdeel                      | Resultaat | Prestatie |
| -------------- | ------------------------------ | --------- | --------- |
| Zdeněk Chládek | halfweltergewicht [-64 kg] (m) |           |           |

### Gewichtheffen
| Olympiër   | Onderdeel   | Resultaat | Prestatie                                  |
| ---------- | ----------- | --------- | ------------------------------------------ |
| Jiří Orság | -105 kg (m) | 7e        | totaal: 426 kg (trekken: 187; stoten: 239) |

### Gymnastiek
| Olympiër          | Onderdeel                | Resultaat  | Prestatie  |
| Trampoline        | Trampoline               | Trampoline | Trampoline |
| ----------------- | ------------------------ | ---------- | ---------- |
| Zita Frydrychová  | vrouwen                  |            |            |
| Turnen            |                          |            |            |
| Martin Konečný    | individuele meerkamp (m) |            |            |
|                   |                          |            |            |
| Kristýna Pálešová | individuele meerkamp (v) |            |            |

### Judo
| Olympiër      | Onderdeel   | Resultaat | Prestatie |
| ------------- | ----------- | --------- | --------- |
| Jaromir Jezek | -73 kg (m)  |           |           |
| Jaromir Musil | -81 kg (m)  |           |           |
| Lukas Krpalek | -100 kg (m) |           |           |

### Kanovaren
| Olympiër                                          | Onderdeel    | Resultaat | Prestatie |
| Slalom                                            | Slalom       | Slalom    | Slalom    |
| ------------------------------------------------- | ------------ | --------- | --------- |
| Vavřinec Hradilek                                 | K1 (m)       |           |           |
| Stanislav Ježek                                   | C1 (m)       |           |           |
| Vavřinec Hradilek Stanislav Ježek                 | C2 (m)       |           |           |
| Ondřej Štěpánek Jaroslav Volf                     | C2 (m)       |           |           |
|                                                   |              |           |           |
| Štěpánka Hilgertová                               | K1 (v)       |           |           |
| Vlakwater                                         |              |           |           |
| Filip Dvořák Jaroslav Radoň                       | C2 1000m (m) |           |           |
| Josef Dostál Daniel Havel Jan Štěrba Lukáš Trefil | K4 1000m (m) | Brons     |           |

### Moderne vijfkamp
| Olympiër        | Onderdeel | Resultaat | Prestatie |
| --------------- | --------- | --------- | --------- |
| Ondřej Polívka  | mannen    |           |           |
| David Svoboda   | mannen    | Goud      |           |
|                 |           |           |           |
| Natálie Dianová | vrouwen   |           |           |

### Roeien
| Olympiër                                                  | Onderdeel              | Resultaat | Prestatie |
| --------------------------------------------------------- | ---------------------- | --------- | --------- |
| Ondřej Synek                                              | skiff (m)              | Zilver    | 6.59,37   |
| Milan Bruncvík Michal Horváth Matyáš Klang Jakub Podrazil | vier-zonder (m)        |           |           |
| Jiří Kopáč Jan Vetešník Ondřej Vetešník Miroslav Vraštil  | lichte vier-zonder (m) |           |           |
|                                                           |                        |           |           |
| Miroslava Knapková                                        | skiff (v)              |           |           |
| Jitka Antošová Lenka Antošová                             | dubbel-twee (v)        |           |           |

### Schietsport
| Olympiër         | Onderdeel               | Resultaat | Prestatie |
| ---------------- | ----------------------- | --------- | --------- |
| Václav Haman     | 10m luchtgeweer (m)     |           |           |
| Martin Podhráský | 25m snelvuurpistool (m) |           |           |
| Martin Strnad    | 25m snelvuurpistool (m) |           |           |
| Jan Sychra       | skeet (m)               |           |           |
| Jakub Tomeček    | skeet (m)               |           |           |
| David Kostelecký | trap (m)                |           |           |
| Jiří Lipták      | trap (m)                |           |           |

### Synchroonzwemmen
| Olympiër                        | Onderdeel | Resultaat | Prestatie |
| ------------------------------- | --------- | --------- | --------- |
| Soňa Bernardová Alžběta Dufková | duet (v)  |           |           |

### Tafeltennis
| Olympiër         | Onderdeel     | Resultaat | Prestatie |
| ---------------- | ------------- | --------- | --------- |
| Dana Hadačová    | enkelspel (v) |           |           |
| Iveta Vacenovská | enkelspel (v) |           |           |

### Tennis
| Olympiër                         | Onderdeel          | Resultaat   | Prestatie |
| -------------------------------- | ------------------ | ----------- | --- |
| Tomáš Berdych                    | enkelspel (m)      | 1e ronde    | 1e ronde: BEL Steve Darcis 4-6, 4-6 |
| Radek Štěpánek                   | enkelspel (m)      | 1e ronde    | 1e ronde: RUS Nikolaj Davydenko 4-6, 3-6 |
| Tomáš Berdych Radek Štěpánek     | dubbelspel (m)     | 2e ronde    | 1e ronde: ITA Daniele Bracciali / Andreas Seppi 4-6, 7-6(5), 6-4 2e ronde: BRA Marcelo Melo / Bruno Soares 6-1, 4-6, 22-24 |
|                                  |                    |             | |
| Petra Cetkovská                  | enkelspel (v)      | 1e ronde    | 1e ronde: GER Angelique Kerber 1-6, 0-3 opgave |
| Petra Kvitová                    | enkelspel (v)      | kwartfinale | 1e ronde: UKR Kateryna Bondarenko 6-4, 5-7, 6-4 2e ronde: CHN Peng Shuai 7-5, 2-6, 6-1 3e ronde: ITA Flavia Pennetta 6-3, 6-0 kwartfinale: RUS Maria Kirilenko 6-7(3), 3-6 |
| Lucie Šafářová                   | enkelspel (v)      | 1e ronde    | 1e ronde: GBR Laura Robson 6-7(4), 4-6 |
| Klára Zakopalová                 | enkelspel (v)      | 1e ronde    | 1e ronde: ITA Francesca Schiavone 3-6, 6-3, 4-6 |
| Petra Cetkovská Lucie Šafářová   | dubbelspel (v)     | 1e ronde    | 1e ronde: ITA Sara Errani / Roberta Vinci 2-6, 3-6 |
| Andrea Hlaváčková Lucie Hradecká | dubbelspel (v)     | Zilver      | 1e ronde: HUN Tímea Babos / Ágnes Szávay 6-1, 6-7(5), 6-2 2e ronde: CHN Li Na / Zhang Shuai 6-3, 6-1 kwartfinale: TPE Chuang Chia-jung / Hsieh Su-wei 6-3, 6-4 halve finale: USA Liezel Huber / Lisa Raymond 6-1, 7-6(2) Finale: USA Serena Williams / Venus Williams 4-6, 4-6 |
|                                  |                    |             | |
| Lucie Hradecká Radek Štěpánek    | gemengd dubbelspel | 1e ronde    | 1e ronde: GBR Laura Robson / Andy Murray 5-7, 7-6(7), [7-10] |

### Triatlon
| Olympiër         | Onderdeel | Resultaat | Prestatie |
| ---------------- | --------- | --------- | --------- |
| Jan Čelůstka     | mannen    |           |           |
| Přemysl Švarc    | mannen    |           |           |
|                  |           |           |           |
| Vendula Frintová | vrouwen   |           |           |
| Radka Vodičková  | vrouwen   |           |           |

### Volleybal
| Olympiër                          | Onderdeel | Resultaat | Prestatie |
| --------------------------------- | --------- | --------- | --------- |
| Petr Beneš Přemysl Kubala         | beach (m) |           |           |
|                                   |           |           |           |
| Lenka Háječková Hana Klapalová    | beach (v) |           |           |
| Kristýna Kolocová Markéta Sluková | beach (v) |           |           |

### Wielersport
| Olympiër          | Onderdeel             | Resultaat | Prestatie |
| Baan              | Baan                  | Baan      | Baan      |
| ----------------- | --------------------- | --------- | --------- |
| Adam Ptáčník      | keirin (m)            |           |           |
| Pavel Kelemen     | olympische sprint (m) |           |           |
| BMX               |                       |           |           |
| Aneta Hladíková   | vrouwen               |           |           |
| Romana Labounková | vrouwen               |           |           |
| Mountainbike      |                       |           |           |
| Ondřej Cink       | mannen                |           |           |
| Jaroslav Kulhavý  | mannen                |           |           |
| Jan Škarnitzl     | mannen                |           |           |
|                   |                       |           |           |
| Kateřina Nash     | vrouwen               | 14        | 01:36:22  |
| Weg               |                       |           |           |
| Jan Bárta         | wegwedstrijd (m)      | 75e       | 5u46'37   |
| Roman Kreuziger   | wegwedstrijd (m)      | 15e       | 5u46'05   |

### Worstelen
| Olympiër       | Onderdeel      | Resultaat      | Prestatie      |
| Grieks-Romeins | Grieks-Romeins | Grieks-Romeins | Grieks-Romeins |
| -------------- | -------------- | -------------- | -------------- |
| David Vála     | -96 kg (m)     |                |                |

### Zeilen
| Olympiër          | Onderdeel        | Resultaat | Prestatie |
| ----------------- | ---------------- | --------- | --------- |
| Karel Lavický     | rs:x (m)         |           |           |
| Viktor Teplý      | laser (m)        |           |           |
| Michal Maier      | finn (m)         |           |           |
|                   |                  |           |           |
| Veronika Fenclová | laser radial (v) |           |           |

### Zwemmen
| Olympiër            | Onderdeel       | Resultaat | Prestatie |
| ------------------- | --------------- | --------- | --------- |
| Martin Verner       | 100m vrij (m)   |           |           |
| Jan Micka           | 1500m vrij (m)  |           |           |
|                     |                 |           |           |
| Simona Baumrtová    | 100m rug (v)    |           |           |
| Simona Baumrtová    | 200m rug (v)    |           |           |
| Simona Baumrtová    | 200m wissel (v) |           |           |
| Petra Chocová       | 100m school (v) |           |           |
| Martina Moravčíková | 200m school (v) |           |           |
| Barbora Závadová    | 400m wissel (v) |           |           |
| Openwater           |                 |           |           |
| Jana Pechanová      | 10km (v)        |           |           |